# عشقه پنج برگ
پارتنکیسوس کوینکوئفولیا یا عشقه پنج برگ (نام علمی: Parthenocissus quinquefolia) نام یک گونه از تیره انگوریان است.
این گیاه مقاوم به سرما دارای ساقه‌های رونده، پنج برگ و میوه‌های گرد کوچک (حدود 5mm)به رنگ بنفش تیره می‌باشد. میوه‌های این گیاه که در اواخر تابستان رسیده می‌شوند. در برخی مناطق سردسیر، این میوه‌ها غذای مناسبی برای پرندگان محسوب می‌شوند. میوه‌ها حاوی اگزالیک اسید هستند و برای پستانداران و انسان‌ها سمی هستند. این گیاه با استفاده از پیچک‌هایی که از انتهای دمبرگ‌ها خارج می‌شود خود را به زمین، صخره‌ها و گیاهان و درختان مجاور متصل می‌کند. از این گیاه به عنوان گیاه پایه برای موچسب استفاده می‌شود. همچنین در شمال آمریکا از این گیاه به عنوان سیگار برگ ارزان نام برده می‌شود.

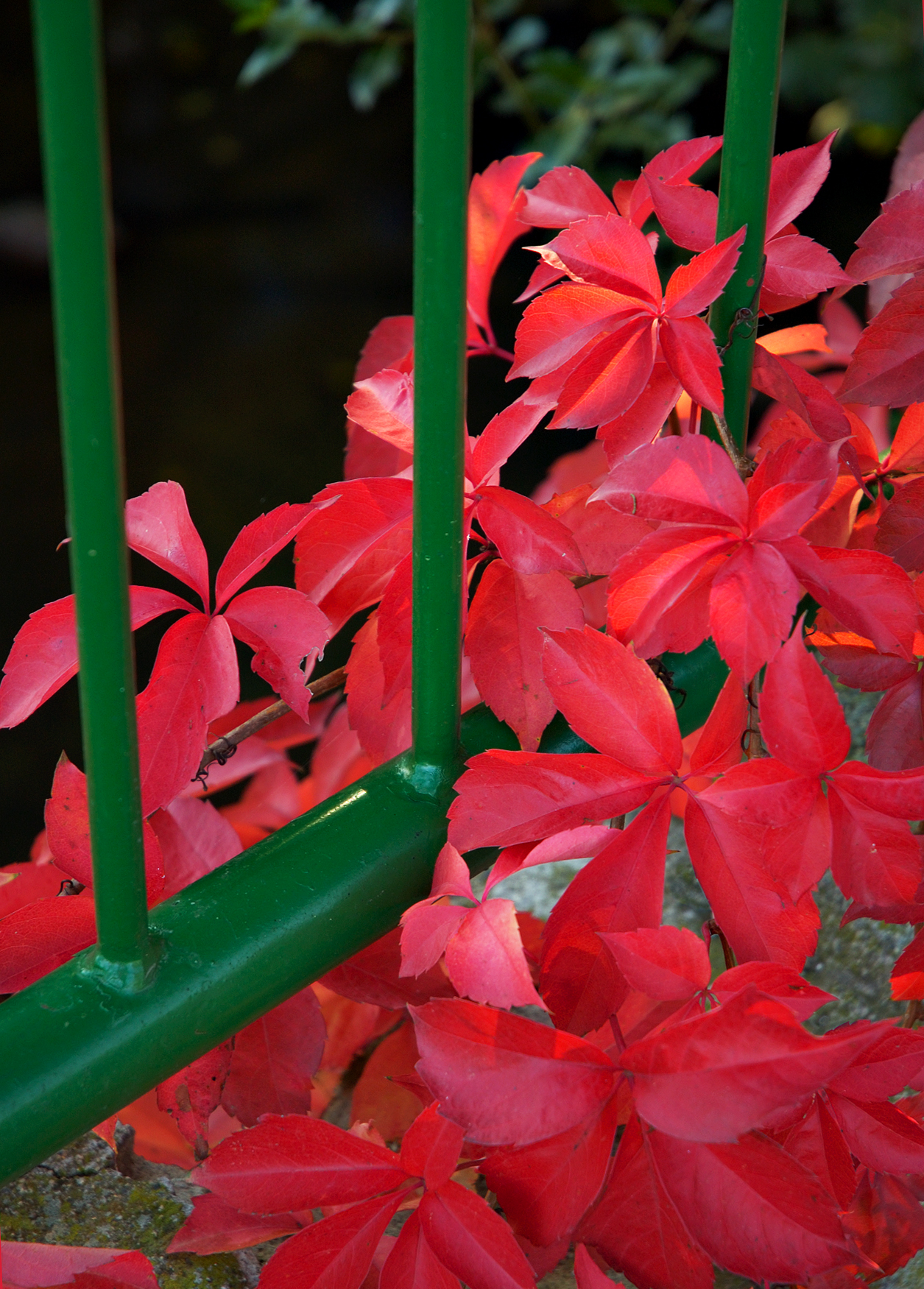
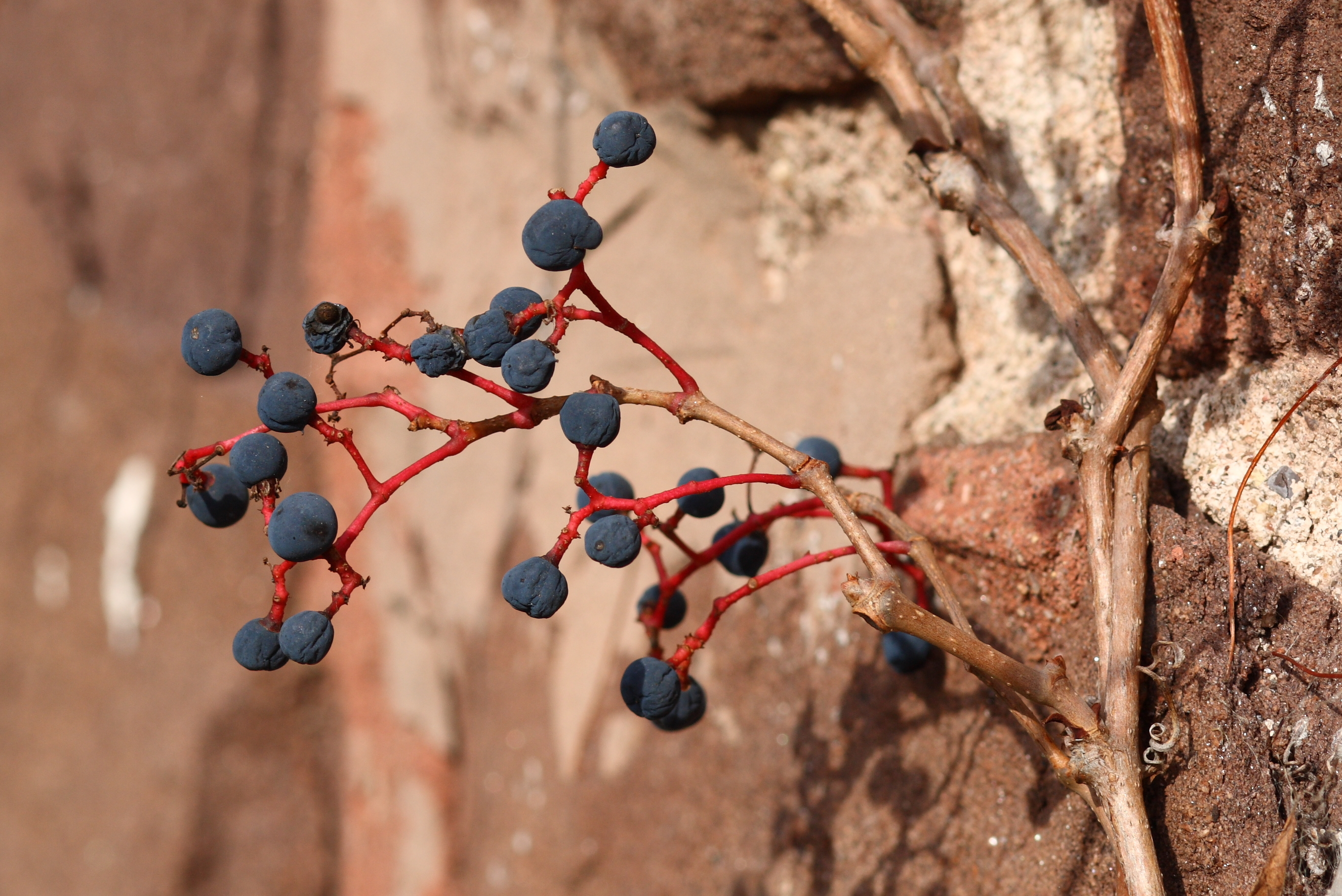
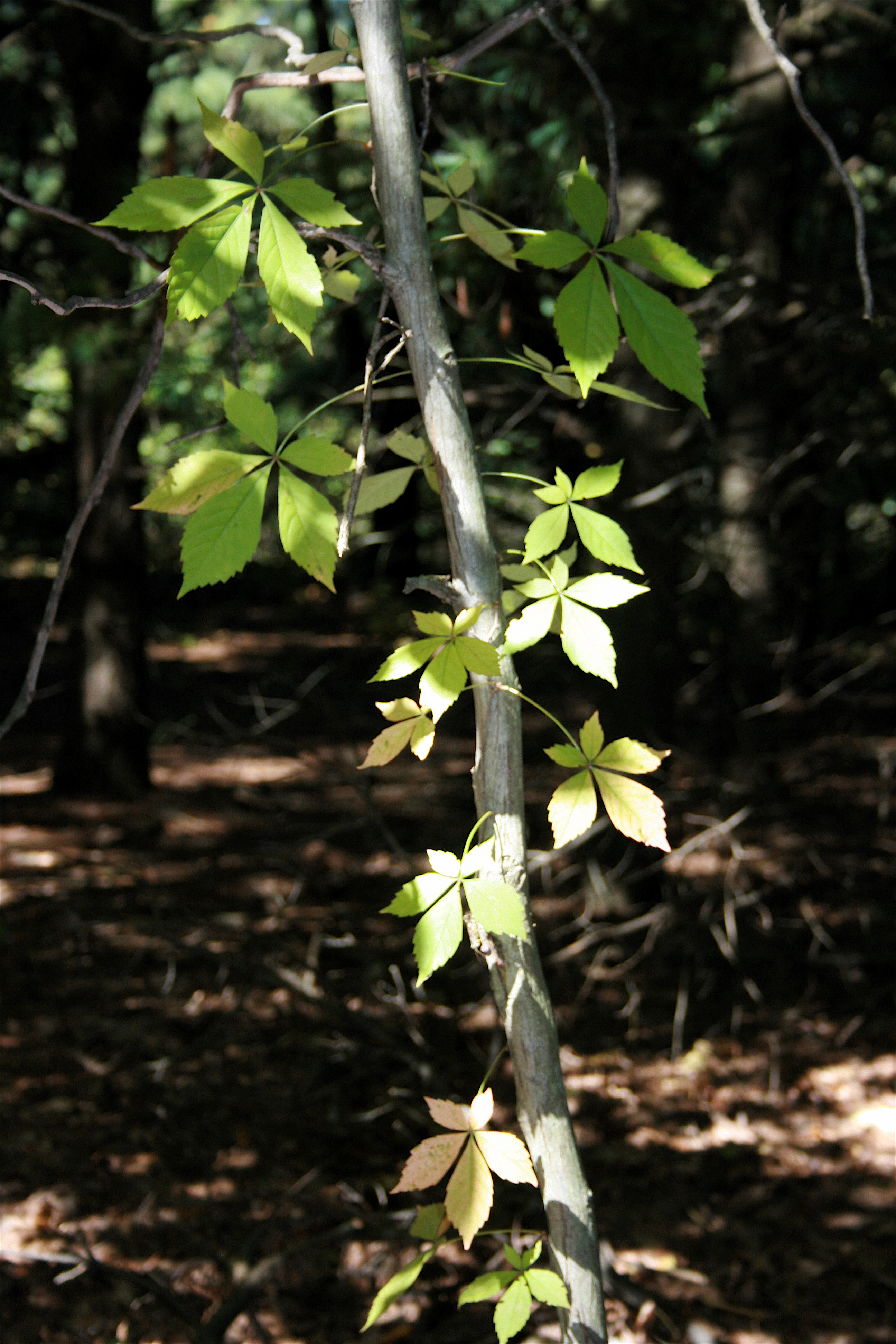
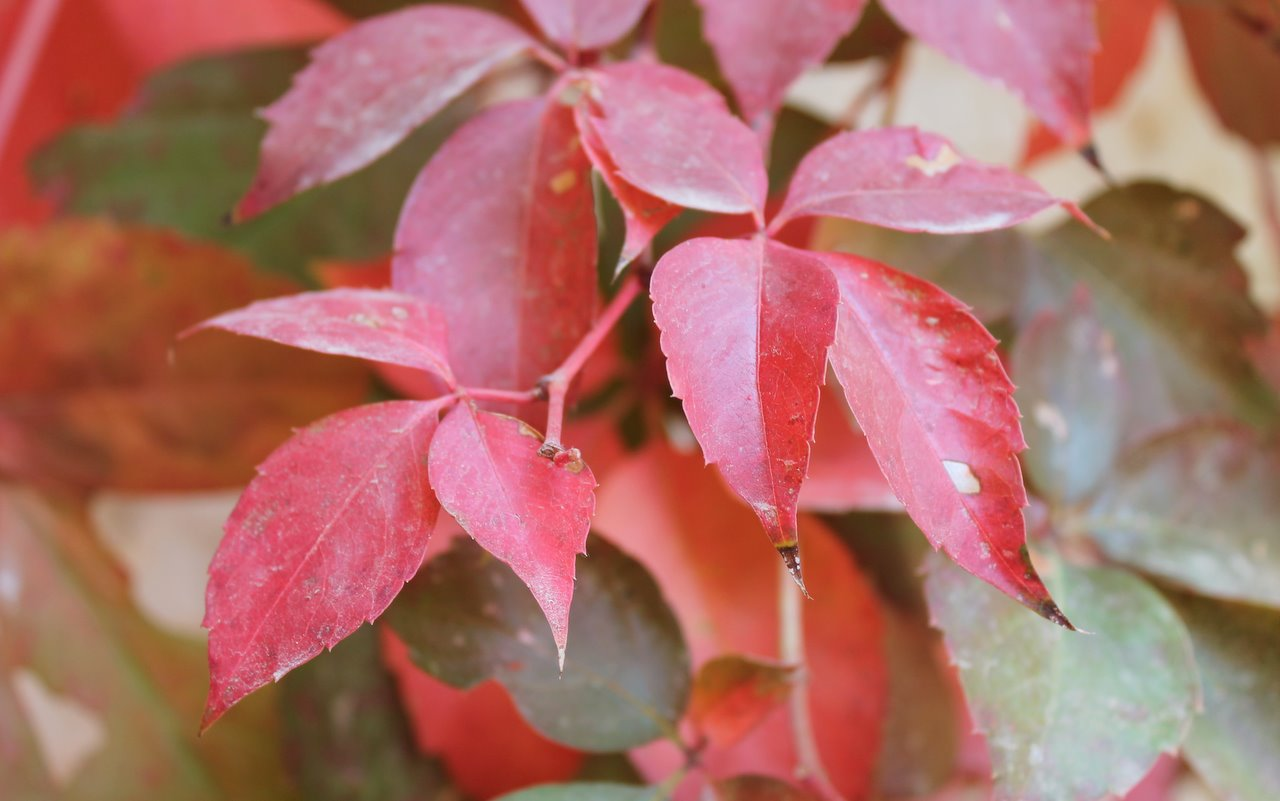